# Пољски хусари
Пољски хусари (пољ. husaria) представљали су главни вид коњице пољске армије (и касније пољско-литванске армије) између 16. и 18. века. Реч хусар потиче од мађарске речи хусар (huszár), која jе означавала бојну чету од двадесет војника, од којих је један био дужан бити коњаником. Српски ратници у избеглиштву први су увели хусарско коњаништво — лаку коњицу наоружану шупљим копљем, штитом српског типа и сабљом — у Мађарској крајем 15. века, где су се борили против Османлија под командом Матије Корвина, да би након његове смрти мигрирали ка средњој и западној Европи, постављајући тако темеље будуће лаке коњице широм Европе.

## Историјат
Године 1500. у књигама пољске државне ризнице појављује се први пут име хусар. У почетку, хусари су били српски плаћеници, које су Пољаци називали Racowie, односно Рашани, што је тада било пољско име за Србе. Прве хусарске јединице у Краљевини Пољској формирао је Сејм (Пољска скупштина) 1503, који је унајмио три пука мађарских плаћеника. Убрзо је почела регрутација и међу пољским и литванским грађанима. Како су били много покретљивији од тешко оклопљених копљаника који су дотле били ангажовани, хусари су се показали као пресудни у победама Краљевине Пољске и Великог војводства Литваније код Орше (1514) и Обертина (1531). Пољски хусари су били водећи, ако не и елитни вид пољске коњице од 1570. до 1776, када су њихове дужности и традиције парламентарним декретом пренете на улане.

## Развој
Док су у свим европским армијама лаки хусари служили за борбу против пешадије и артиљерије, тешки хусари Краљевине Пољске, и касније Државне заједнице Пољске и Литваније били су много спектакуларнији. Када су српски плаћеници први пут донели овај вид коњице у Пољску, служили су у пуковима лаке коњице, да би се до друге половине 16. века хусари трансформисали у тешку коњицу — ударну силу пољских армија. До реформи 1776, хусарски пукови су сматрани за елитни вид коњице пољско-литванске државе.

## Устројство, наоружање и опрема
Већина хусара је регрутована из редова богатијег пољског племства или пољ. szlachta. Сваки старешина, пољ. towarzysz husarski (дословно значење „хусарски друг") је организовао сопствени одред или пољ. poczet. Неколико одреда је чинило хусарску чету — пољ. chorągiew husarska.
Главно оружје пољских хусара било је дуго копље, конструкције засноване на првобитном шупљем српском копљу, начињено лепљењем од две уздужне половине од јеловог дрвета, са врхом од каљеног челика и дрвеном куглом која је служила као браник за руку. Дужина копља пољских хусара била је знатно већа од српског, и кретала се од 4,5 до 6,15 метара. Постојао је и други тип копља познат као полукопље или пољ. kopijka, које је могло бити дуго од 3 до 3,5 метара.
Поред копља, хусари су били наоружани сабљом, кончаром пољ. koncerz, убодним мачем дугим до два метра, који се користио приликом јуриша након што би копље било поломљено, са једним или два пиштоља и често и карабином или аркебузом, познатом у Пољској као пољ. bandolet. Лагано седло турског типа омогућавало је да и коњ и јахач буду боље оклопљени. Хусарски оклоп је био лаган, тежине обично око 15 kg, што је омогућавало хусарима да се дуго крећу у галопу пуном брзином. Хусари су користили углавном полукрвне арапске коње које су узгајали тако да могу да трче брзо и са тешким теретом, и да се брзо опорављају од напора.

## Крилати хусари
Пољски хусари су били чувени и по огромним пернатим крилима која су носили причвршћена за своја леђа или за седла својих коња. Зато се често називају и крилатим хусарима. Дуго се сматрало да су ова крила имала улогу да приликом јуриша стварају звук који ће уносити панику међу непријатеља и плашити његове животиње, али је седамдесетих година 20. века приликом снимања историјског филма „Потоп“, утврђено да са таквим крилима јахач не би могао да се одржи у седлу приликом јуриша. Данас се сматра да су крила имала само парадну сврху. Ипак, постоји још једна могућност: да су крила ношена да се коњи навикну да подносе буку коју су правиле дрвене направе за плашење животиња које су користили Османлије и кримски Татари.